# St. Thomas im Walde

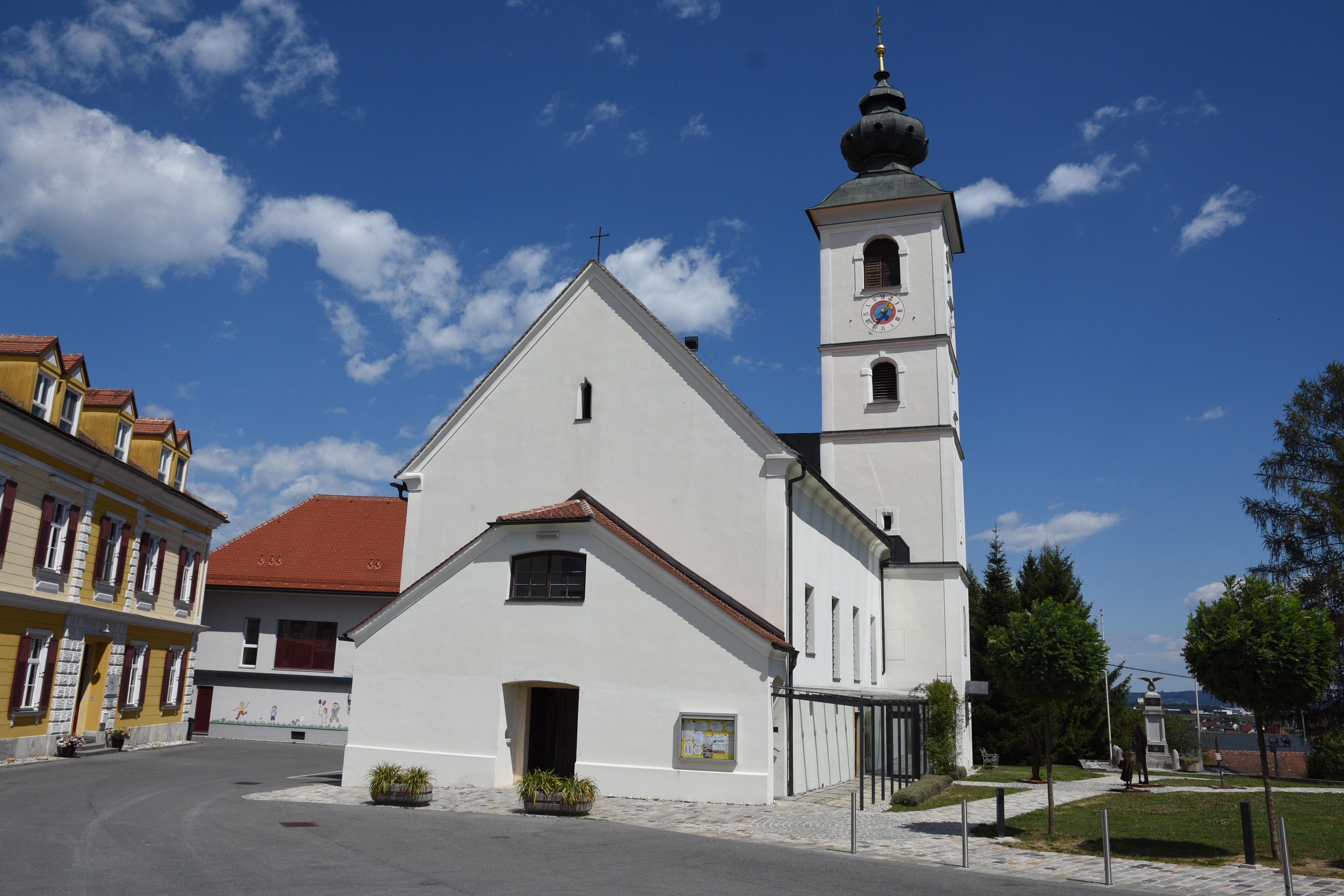
Pfarrkirche Unterpremstätten

Die Kirche hl. Thomas, auch als St. Thomas im Walde bekannt, ist die römisch-katholische Pfarrkirche der Marktgemeinde Premstätten in der Steiermark.

## Standort
Die Kirche hat die Adresse Kirchweg 9 in Unterpremstätten.

## Geschichte
Die heutige Kirche wurde auf dem Platz einer alten Kapelle errichtet. Die erste urkundliche Erwähnung der Kirche fand im Jahr 1386 statt. Sie war damals eine Filialkirche der Kirche Maria im Elend zu Straßgang. Im Jahr 1761 wurde sie zu einer Pfarrkirche erhoben. Im Jahr 1970 fanden Restaurierungsarbeiten statt.

## Beschreibung

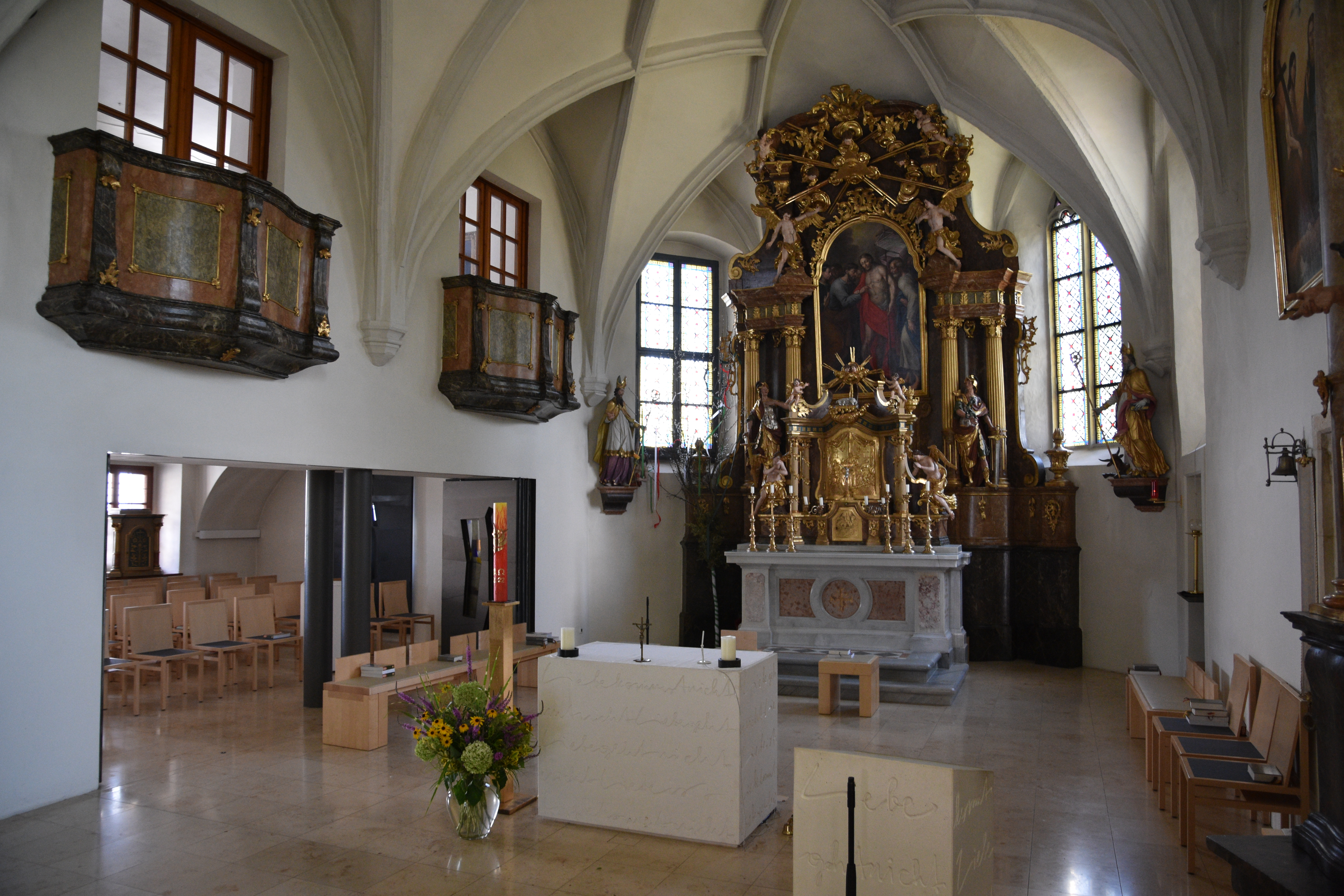
Innenansicht der Pfarrkirche

Der viergeschoßige, gotische Kirchturm mit Zwiebelhelm und barocker Glockenstube ist an den südlichen Chorwinkel angebaut. Im Turm befinden sich ein von Anton Hafner 1970 gemaltes, eine Schutzmantelmadonna darstellendes Sgraffito. An der äußeren Seite des Sockelgeschoßes findet man eine Inschrift, die auf das Jahr 1518 hinweist. Am Chorschluss befindet sich außen eine weitere Inschrift auf das Jahr 1549 hinweisend. An der westlichen Außenmauer gibt es einen überdachten Aufgang zur Empore.
Das breite, vierjochige, barocke Langhaus stammt aus der Mitte des 18. Jahrhunderts. Es wird von einem Kreuzgratgewölbe mit Gurtbögen überspannt. Weiters hat es eingestellte, als Pilaster ausformte Wandpfeiler. Der gotische Chor aus dem 16. Jahrhundert ist zweijochig und hat einen Dreiachtelschluss. Er wird von einem auf Konsolen ruhenden Netzrippengewölbe überwölbt. Weiters hat er zweibahnige Maßwerkfenster. Im südlichen Chorwinkel ist der Kirchturm angebaut. Nördlich des Chores sind die barocke Sakristei und das in Holz gefasste und im Stil des Rokoko gestaltete Oratorium angebaut. Die auf Pfeilern sitzende Empore mit Holzbrüstung befindet sich im westlichen Teil des Langhauses. Die Orgel wurde 2004 aufgestellt.
Die Kirche hat eine bedeutende Rokokoausstattung. Auf dem 1783 aufgestellten Hochaltar ist ein gleichzeitiges, von Anton Jantl übermaltes Altarblatt, welches den Apostel Thomas darstellt. Weiters befinden sich zwei Statuen der Wetterheiligen Johannes und Paulus auf dem Hochaltar. Neben dem Hochaltar stehen zwei Rokokostatuen der Heiligen Valentin und Patritius. Die beiden Seitenaltäre sowie die Kanzel wurden zwischen 1760 und 1770 vermutlich von Jakob Peyer angefertigt. Auf dem linken Seitenaltar befindet sich ein Bildnis der heiligen Familie, auf dem rechten eines der Anna selbdritt. Weiters befinden sich ein 1839 von Anton von Berg gemaltes Bild der Anbetung des Kindes sowie ein barockes, halb in die Wand eingelassenes Taufbecken in der Kirche.